# Forcipomyia furculae
Forcipomyia furculae är en tvåvingeart som beskrevs av Debenham 1987. Forcipomyia furculae ingår i släktet Forcipomyia och familjen svidknott. Inga underarter finns listade i Catalogue of Life.